# Harry Edward
Harry Francis Vincent Edward (ur. 15 kwietnia 1898 w Berlinie, zm. 8 lipca 1973 w Augsburgu) – brytyjski lekkoatleta sprinter, dwukrotny brązowy medalista olimpijski z Antwerpii z 1920.

## Życiorys
Ojciec Edwarda pochodził z Gujany Brytyjskiej, a matka z Niemiec.
W 1914, podczas nauki w Niemczech, Edward uzyskał w Berlinie czas 21,7 s w biegu na 200 metrów. Podczas I wojny światowej jako obywatel brytyjski był internowany w Niemczech. Po wojnie przez cztery lata mieszkał i startował w Wielkiej Brytanii. Zdobył wówczas mistrzostwo Wlk. Brytanii (AAA) w biegu na 100 jardów w latach 1920-1922, na 220 jardów w tych samych latach oraz na 440 jardów w 1922. W 1919 i 1921 zwyciężał także w sztafecie.
Na igrzyskach olimpijskich w 1920 w Antwerpii zdobył brązowe medale w biegach na 100 metrów i na 200 metrów. Nie wystąpił w sztafecie 4 × 100 metrów wskutek kontuzji.
W późniejszych latach pracował w Organizacji Narodów Zjednoczonych.